# 정서사건이론
정서 사건 이론 (AET,Affective events theory)은 감정과 기분이 직무 성과와 직무 만족에 영향을 미치는 방법을 설명하기 위해 조직 심리학자 하워드 M. 와이스(Howard M. Weiss)와 러셀 크로판자노(Russell Cropanzano)가 개발한 모델이다. 이 모델은 종업원의 내적 영향(인지, 감정, 정신 상태)과 종업원들의 성과, 조직 몰입, 직무 만족에 영향을 주는 직장 환경에서 발생하는 사건들에 대한 그들의 반응 사이의 관련성을 설명한다. 즉, 종업원들이 직무현장에서 정서반응을 유발시키는 다양한 작업사건들을 경험하고 이러한 정서반응은 그들의 직무태도에 영향을 미치게 된다는 것이다.

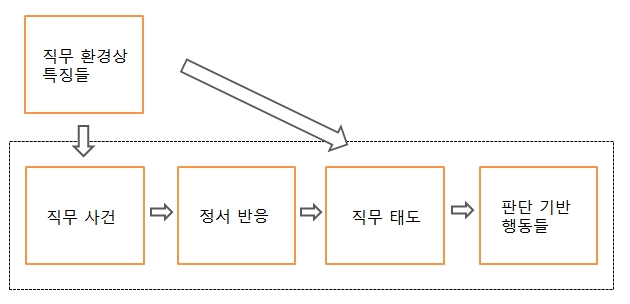

위 그림은 정서사건이론의 모형으로 직장에서 경험하는 사건들이 정서반응과 직무태도에 영향을 미쳐 행동으로까지 나타나게 되는 일련의 과정을 시각적으로 보여준다. 종업원들이 경험하는 작업사건의 선행요인들과 작업사건에 대한 종업원들의 정서적, 태도적, 행동적 반응을 통해 업무에서 경험하는 정서 구조, 원인, 결과를 확인해볼 수 있다.
정서 사건 이론은 정서적 업무 행동들이 종업원의 기분과 감정들에 의해 설명되는 반면 인지 기반 행동들은 직무 만족에 있어 가장 좋은 지표라는 것을 제시한다. 또한, 이 이론은 부정적 감정 (예: 귀찮음)뿐만 아니라 긍정적 감정을 유발(예: 희망, 행복감)하는 직무에서의 사건들이 구별가능하고 근로자의 직무 만족에 중요한 심리적 영향을 미친다는 것을 제시한다. 이것은 결국 직무 성과, 직무 만족 그리고 조직 몰입을 통해 보이는 지속적인 내적 정서 반응(예: 인지, 감정, 정신상태)과 외적 정서 반응의 결과를 낳는다.
몇몇 연구는 직무 만족이 개인의 성향, 직장에서의 사건들, 직무 특징, 직무 기회와 같은 다양한 선행 변수들과 직장에 있을 동안 나타나는 종업원들의 행동들(예: 조직 시민 행동, 반 생산적 업무 행동 그리고 퇴사) 사이의 관계를 조정한다는 것을 암시한다. 근로자들이 희망(예: 목표 달성이나 보상을 받는 등)을 경험하거나 귀찮음(예: 어려운 의뢰인을 대하거나 마감기한이 다가올 때)을 경험할 때, 그들이 자신의 일을 지속하고자 하거나 그만두고자 하는 의도는 그들이 직업으로부터 얻는 만족과 관련한 감정, 기분 그리고 생각에 달려있다.
다른 연구는 직무 만족과 이직률 사이의 관계가 완전하게 그만두고자 하는 의도에 의해 조정된다고 증명했다. 낮은 직무 만족을 보고한 근로자들은 퇴사를 계획하기 쉽다. 하지만, 이 관계는 높은 직무 만족을 보고했지만 예상치 않게 퇴사한 종업원들을 설명하지 못한다. 종업원들이 일하고 있는 현재 조직 밖에서 더 나은 일자리 제의와 같은 외적인 보상이 그들의 결정에 영향을 줄 수도 있지만, 종업원들의 성격 요소들이 또한 이상적인 업무 환경 하에서의 이상적인 직업에서도 일찍 그만두는 그들의 결정에 영향을 미치기도 한다. 퇴사자들은 그들이 현재 직장을 자발적으로 떠날 때 퇴직자 면접에서 종종 특정 사건들을 언급한다. 미묘한 감정적 영향을 지닌 심각하지 않은 사건들도 매우 자주 강렬하게 일어날 때 직무 만족에 누적되는 영향을 끼친다. 예를 들어, 인지된 스트레스가 많은 직장에서의 사건들은 종종 그것들이 일어나는 그 날에 직무에 있어서의 압박감과 정(+)으로 관련되고, 그 다음 날에는 시간이 지남에 따라 일과 관련된 인지된 스트레스가 축적되는 결과를 낳으며 부(-)로 관련된다. 이것은 직무 만족이 인지된 직무 스트레스에 의해 영향을 받는다는 장기적 관점의 결과로 직업 심리학의 보편적 이해와 일치한다.

## 직장에서 종업원들의 경험에 영향을 미치는 요인들
직무와 관련된 구성요소들 간의 관계 (예: 업무, 업무자율성, 직무자원, 감정노동)와 작업 결과에 대한 그것들의 영향력이 정서사건이론을 뒷받침한다. 도전적인, 보상적인, 또는 새로운 기술들을 발전시킬 기회를 제공하는 업무는 긍정적인 정서를 유도하고 직무 만족을 증가시킨다. 직장 내 여가경험이 직무태도와 조직시민행동에 미치는 영향에 대한 연구에서도 구성원의 긍정정서는 직무만족, 조직몰입 및 조직시민행동에 긍정적인 영향을 미치는 것으로 나타났다. 여가경험을 통해 나타난 긍정정서는 여가경험과 직무태도 및 조직시민행동과의 관계를 완전 매개하는 것으로 확인되었다. 또한 여가활동에 참여하는 것 보다 여가활동을 통해서 구성원의 긍정적인 정서가 얼마나 자극되고 지속되는가의 여부가 구성원의 태도와 행동에 더 큰 영향을 미치는 것으로 확인할 수 있었다. 1)
그 대신에, 통상적이고, 지루하고, 압도적이라고 평가되는 업무들은 부정적인 정서(예: 낮은 자부심, 낮은 자신감)와 직무 평가에 대한 우려와 연관되어 있다. 이것은 종업원들이 계획적인 퇴사를 유도할지도 모른다. 종업원들이 그들의 업무에서 가지는 자율성의 정도가 그들의 생산성, 만족감, 퇴사 의도에 영향을 미친다. 연구는 결정을 하는 능력과 업무에서 발생하는 영향력이 직무 만족에 있어 가장 큰 영향력을 가지고 있다는 것을 보여준다. 특히 젊은 남성 종업원들 사이에서 그렇다. 업무자율성은 심지어 직무만족에 있어 소득 효과를 뛰어 넘는다. 실제로 팀원의 참여와 직무만족 간의 관계에서 팀 업무유연성과 집단 잠재력의 영향에 관한 연구에서 팀의 자율경영적 특성의 맥락에서 팀 수준의 변인 간의 영향력을 검증하기 위해, 팀 업무 유연성이 집단잠재력에 미치는 영향을 살펴보았다. 분석 결과 개인수준에서 참여는 직무만족에 유의한 정(＋)의 영향을 미치는 것으로 확인되었으며, 팀 업무유연성은 종업원의 참여적 활동에 유의한 정(＋)의 영향을 미치는 것으로 나타났다. 또한 위계적 선형 모형을 활용하여 팀 구성원들이 공유하는 집단잠재력의 인식 정도가 높을수록 개인의 직무만족 정도가 높아진다는 것을 확인하였다. 마지막으로 팀 업무유연성과 집단잠재력 간의 관계를 살펴본 결과, 두 변인은 서로 유의미한 정(＋)의 관계를 보였다. 2)
업무 과잉은 중년 여성 남성 종업원들의 직무 만족을 상당히 감소시키는 반면, 젊은 남성 종업원들의 직무만족에는 그다지 영향력 있지 않다. 종업원들의 연령 간, 성별 간 차이들은 직급 단계에서의 차이를 나타낸다. 젊은(남성)종업원들은 업무 과잉을 잘 참고 견디는 반면에 중년의 직장인들은 그들의 한계점을 정하려는 경향이 있으며 조직 내의 실적, 가치, 관행에 기초한 어떠한 양보를 기대한다.
이와 비슷하게, 업무유연성도 직무 만족에 영향을 미친다. 실제로, 일을 할 때 결정에 대한 유연성은 직무 만족의 특징들을 정하는데 있어서 여성들 사이에서는 1위를 차지하였고, 남성들 사이에서는 2,3위를 차지하였다. 업무자율성과 유사하게, 업무유연성은 직무 만족을 평가할 때 수입보다 더 중요하다. 자신의 업무 일정을 결정하는 유연성은 낮고 높은 수입의 스펙트럼을 넘어 직무 만족에 대한 중요한 역할을 한다. 업무유연성은 직장-가정에서 갈등의 발생률을 줄이고 전반적인 삶의 질 향상을 위해 계획적인 퇴사를 약속함으로써 고용주에게 권한을 준다. 기업의 업무유연성을 증대시키기 위한 교대근무제의 변화를 통해 기업역량을 강화시킨 대표적인 사례로 유한킴벌리의 4조2교대제를 들 수 있다. 4조 교대제가 도입된 이후 유한킴벌리의 직원들은 자기만의 시간을 보다 많이 가질 수 있게 되었다. 이 과정에서 신뢰가 형성되고 직원들의 애사심 증가와 함께 평생학습으로 인해 품질 및 생산성 향상, 재해 감소, 원가절감이 이루어져 회사의 경쟁력이 크게 향상되었다. 3) 긍정적인 정서는 종업원과 그들의 고용주 모두에게 엄청난 배상을 지불하는 업무유연성의 부가 혜택이다. 전자(종업원)에게 자율권을 주는 것과 직원들을 유지하기 위한 후자(고용주)의 능력을 개선시키는 것이다.
과거 연구는 직무정서가 일할 때 직면하는 직무 환경 또는 상황에 의한 감정, 기분과 같은 상태지향적인 구성요소라고 주장했다. 그러나 더 최근의 연구는 정서를 개개인에 의존하는 성향적인 특성으로 서술한다. Fineman의 연구(1993)에 따르면, 인간의 정서(emotion)는 인간이 느끼는 감정(feeling)과 관련이 있으며, 정서는 인간의 태도와 행동에 영향을 미친다고 한다. 긍정적인 정서는 직무만족을 발생시키고, 부정적인 정서는 스트레스를 유발시킨다. 1) 비록 직장 내 사건이 종업원들에게 상당한 영향을 가지고 있지만, 대체로 그들의 기분이 일할 때 경험하는 사건에 대한 반응의 강도를 결정한다. 이러한 정서적 반응의 강도는 업무 능력과 만족에 영향을 미치는 경향이 있다. 노력, 이직, 일탈, 헌신, 시민권과 같은 다른 고용 변수 역시 일할 때 경험하는 사건들에 대한 긍정적인 또는 부정적인 인식으로부터 영향을 받는다. 1)
일반적인 인지 능력('g'라고도 알려진)과 개인특성 또한 업무 능력에 영향을 미친다. 감정과 인지는 조직 시민 행동에 대한 설명을 돕는다. 예를 들어, 자신의 직업에 대한 감정은 개인을 겨냥한 조직시민행동과 강하게 연관되어있는 반면에 자신의 생각과 직무인식은 조직을 겨냥한 조직시민행동과 더 강력히 연관되어있다. 각각의 종업원이 조직 내에 자신의 직무에 대해 얼마나 만족하는지에 대한 결과는 일할 때 얼마나 개인이 사건을 인지하고 있느냐에 따를 것이다. 직무 만족은 또한 감정과 생각 그런 인식 뿐만 아니라 동료들과 조직으로부터 제공받는 사회적인 후원 전반에 걸쳐 관련되어있다.

### 성격의 5요인과 정서사건이론

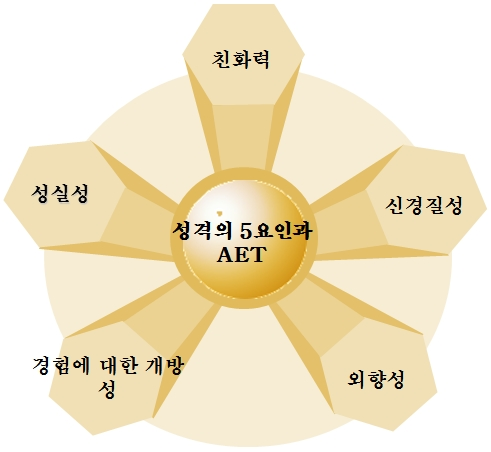

FFM(5가지 요소 모델)의 성격조사는 정서사건이론의 주장을 뒷받침한다. FFM은 개개인의 타고난 기질에 따른 차이에 따라 구별하는 모델이다. FFM은 5가지 요소에 근거해 이루어져 있는데 각각의 요소들은 6가지 기본적 원칙을 포함한다. 성실성, 친화력, 신경질성, 경험에 대한 개방성과 외향성이 그것이다. 이 5가지 요소들의 자기보고측정에 따르면 노동자들이 직장에서 여러 사건들을 겪으면서 얻게 되는 경험들의 영향과 그 결과를 예측한다. 성격적인 요소들이 노동자들이 직장에서 겪게 되는 정서사건들에 대해 반응할지 예측, 설명, 묘사한 몇 가지 근거가 더 있는데, 예를 들어 일과 관련된 진단과 설명에 따른 진단부적응의 특성이 있다. 하지만 이러한 특성들이 설명하는 부가적 타당도는 FFM과 연관성이 미미하다.

### 성실성(Conscientiousness)
성실성(Conscientiousness)은 목표를 성취하기 위해 성실하게 노력하는 성향이다. 과제 및 목적 지향성을 촉진하는 속성과 관련된 것으로, 심사숙고, 규준이나 규칙의 준수, 계획 세우기, 조직화, 과제의 준비 등과 같은 특질을 포함한다. 성실성은 수행중인 과업과 목표 달성에 관심과 노력을 잘 집중하며, 실수 없이 자신의 일을 잘 추진해가는 성격이다. 즉, 성실성은 사회적 규칙, 규범, 원칙들을 기꺼이 지키려는 정도를 나타낸다. 성실성 요인에서 높은 점수를 보이는 사람들은 열심히 일하고, 신중하고, 철저하고, 책임감이 강하고, 계획성 있고, 신뢰감을 주는 특성을 나타낸다. ‘세심함(Cautious)', '철저한(Exhaustive)', '책임감 있는(Responsible)', '조직적인(Organized)', '계획적인(Systematic)'과 같은 특징을 포함한다.
일반적으로 성실성은 만족 지연과 관련된다. 개인적인 특성으로 성실성은 결정된 방안을 즉각적인 목표를 달성하기 위해 개인의 충동성 조절을 의미한다. 5가지 요인 중 성실성은 업무능력과 직업적 달성의 최적의 예측 변수로 판단되기도 하는데 성실성은 종업원의 근면함, 자기 주도성, 자기 훈련, 순종성, 그리고 시간 관리를 통해 설명할 수 있다. 성실성은 직업 성공의 내적인 부분(예: 직업 만족도)과 외적인 부분 (예: 보상과 이익) 예측한다. 복잡한 업무의 성취는 높은 성실성과 인지 학습 능력과 연관성이 깊다. 어떤 구성원이 특정 조직을 떠나는 이유는 외적인 요인 (보상) 이 절차상 공정성 (성실한 종업원들이 중요시 생각하는) 보다 덜 영향을 받는다.
다른 사람들의 성실성에 대한 인식은 작업을 하는데 있어 도움이나 지원을 주는 행위에 영향을 준다. 성과가 낮은 멤버들의 일반적인 인지 능력(이하'g')과 성실성이 팀 단위의 친사회적 행동에 어떤 영향을 주는지에 대한 연구를 살펴보면 성과가 낮은 멤버가 낮은 'g'를 가지며 매우 성실할 때, 높은 'g'를 가지며 매우 성실할 때 팀의 다른 멤버들이 상대적으로 높은 친사회적인 행동을 보여주는 연구 결과가 있었다. 또한, 성과가 낮은 멤버가 낮은 'g'를 가지며 성실하지 않다고 판단되면 다른 팀 멤버들은 보통 수준의 친사회적 행동을 보였다. 성과가 낮은 멤버가 높은 'g'를 갖고 성실하지 않았을 때는 다른 팀 멤버들은 최소한의 친사회적 행동만을 보였다.
성실성과 정서적 안정은 낮은 이직률과 구성원들의 높은 업무 능력을 고취 시킨다. 이러한 성격적 특성들은 인사 선발(신입 채용)와 후속 평가에 있어서 필수적으로 고려되어야 한다. 성실성은 한 구성원의 이직으로 이어질 수 있는 도덕적, 윤리적, 그리고 계약의무 등의 원인들을 설명할 수 있는 요소로 판단된다. 이러한 관점에서 보면 성실한 종업원은 업무에서의 공정성이 보장된다면 해당 조직에서 헌신할 수 있을 것이라 고려된다. 조직에 충성하고 성실한 종업원은 직장을 그만두는 것이 그들이 믿는 직장 중심의 가치관에 반(反 )하는 행위라고 생각한다.

### 친화력(Agreeableness)
친화력(Agreeableness)은 타인에게 반항적이지 않은 협조적인 태도를 보이는 성향이다. 사회적 적응성과 타인에 대한 공동체적 속성을 나타내는 것으로, 이타심, 애정, 신뢰, 배려, 겸손 등과 같은 특징을 포함한다. 친화성은 다른 사람과 더불어 잘 지내는 성격을 말한다. 자신을 지나치게 내세우기보다 전체적인 화합을 중시하고, 주변 사람들을 신뢰하는 성격이다. 친화성이 높은 사람은 조직의 상급자와 부하, 동료는 물론 고객 등 외부 이해관계자들과도 원만한 관계를 잘 형성한다. 즉, 친화성은 타인과 편안하고 조화로운 관계를 유지하는 정도를 나타낸다. ‘예의 바른(Courteous)', '착한(Good-natured)', '융통성 있는(Flexible)', '믿음직한(Trusting)', '협조적인(Cooperative)', '너그러운(Forgiving)', '감정이입적인(Empathic)', '보살피는(Caring)', '마음이 고운(Soft-hearted)', ‘인내심 있는(Tolerant)' 등과 같은 특징들을 일반적으로 포함하고 있다.
친화력이 있는 개인은 친사회적인 행동을 보이고, 협조적이며, 동정심이 많고 예의 바르고 다른 사람들의 복지와 권리에 대단한 관심을 보인다. 여러 연구들은 감정, 의도, 다른 사람들의 정신 상태들을 설명하기 위해 친화력을 공감, 마음이론과 연결시킨다. 친화력 있는 노동자들은 매우 귀중한 존재들인데, 이들에게 있어 친화력은 그들이 사회관계를 유지하는데 있어 핵심 요인이라고 볼 수 있다. 그들이 다른 사람들과 전방 통합, 연대감을 맺고자 하는 행위들은 전체 그룹의 응집력을 도모한다. 그들은 다른 사람들의 복지에 대해 관심이 많고 도움을 주고자 한다. 친화력 있는 구성원들은 그렇지 않은 구성원들보다 직업 만족도도 더욱 높은 편이다. 친화력 있는 구성원들은 특히 다른 사람들이나 조직을 대신해서 일 할 때 내재적 동기 유발이 더욱 잘 된다. 친화력 있는 구성원이 팀에 속해 있을 때 성격의 다양성이 팀 생산성에 더욱 중요한 요소로 부각되는데 팀의 멤버들이 모두 너무 친해져 버림으로 인해 집단 순응 사고로 이어질 수 있기 때문이다.
친화력과 직업 만족도의 관계는 업무 환경에서 확연히 드러난다. 친화력이 없는 구성원이 그들이 속한 업무 환경에 만족한다면 그들은 친사회적인 조직 시민 행동을 보일 것이지만 업무 환경이 다소 만족스럽지 못하다면 그들은 친사회적인 행동을 보이지 않을 것이다. 반대로 친화력 있는 구성원은 다른 구성원들과 조직의 요구에 귀 기울이기 때문에 업무 환경이 어떻든 같이 일하는 동료들이 어떻든 간에 조직 시민 행동을 보인다.
친화력과 성실성
친화력과 성실성은 조직 시민 행동과 연관성이 크진 않지만 꾸준하게 연관되어 왔다. 최근의 연구 결과들은 친화력이 근로자들의 시민행동에 대한 경험된 상태에 영향을 주는 조정자로써의 역할을 한다고 주장한다. 이 두 가지 성격적 특성들은 이직률에 있어도 부정적으로(음으로) 연관성을 보여주었다. 친화력이 낮은 구성원은 일을 갑자기 그만 두는 경향이 많은데 이는 일을 습관적으로 그만두는 “호보 신드롬"으로 연결된다.
외식기업 서비스종업원의 성격요인이 조직시민행동과 고객지향성에 미치는 영향에 관한 연구에서 성격요인 5가지 중 신경질성을 제외하고 나머지 4가지 성격특성요인 (외향성, 경험에 대한 개방성, 친화력, 성실성)은 종업원의 조직시민행동에 긍정적이며 유의한 영향력이 있는 것으로 나타났다. 특히 서비스종업원의 성격특성요인 중 경험에 대한 개방성과 친화력의 경우 종업원의 조직시민행동에 상대적으로 높은 영향력을 미치는 것으로 나타났다. 4)

### 신경질성(Neuroticism)
개인이 느끼는 처벌에 대한 민감성의 정도가 신경질성의 핵심이다. 많은 연구결과들이 직장이나 다른 사회적 환경에서 부정적인 결과들을 경험했던 경향들이 신경질성과 연관이 있음을 보여주고 있다. 신경질적인 개인은 성급함, 걱정, 충동성 그리고 자의식에 빠지는 모습을 보이는데, 여기에는 위협이나 처벌에 대한 민감함이 기저에 깔려있다. NEO PI-R의 저자는 신경질성을 보이는 개인의 특징으로 감정통제의 약화, 낮은 자존감, 과도한 강박관념 등이 있다고 밝혔다.
신경질성으로 인해 은연중 비쳐지는 근본적인 걱정은 정서적 불안정과 관련이 있다. 이런 정서적 불안정은 종업원의 퇴사여부를 예상할 때 전형적으로 중요시되는 것이다. 낮은 정서적 안정성은 또한 직업에 대한 불만족과 낮은 과업수행능력을 이유로 퇴사를 하고자 하는 종업원에게도 연관성이 있다.
신경질성은 부정적인 직업만족에 대한 주요한 5가지 개인 특성들 중에서 가장 정확한 예측변수이다. 예를 들면 신경질성은 보상이나 배당 같은 외적인 성공에 관하여 부정적으로 예상한다. 이것은 성실성(긍정적 과업수행능력과 직업만족에 관한 주요한 예측변수)과 신경질성(부정적인 직업만족도에 관한 주요한 예측변수)이 인사선발과 인사심리학에서 정기적으로 사용이 되는 이유를 나타낸다. 신경질성은 직원들 사이에서의 분위기와 직업 만족도에 있어서 중요한 변수를 설명한다.

### 경험에 대한 개방성(Openness to experience)
경험에 대한 개방성(Openness to experience)은 정신적 관념화와 지각에 있어서의 유연성을 통해 관찰된다. 비선형 인식은 상상력, 지적 호기심 그리고 미학에 대한 감상으로 가능하게 되고, 이것들 모두 이러한 개인적인 요소의 핵심적 측면이다. 경험에 대한 개방성이 높다고 평가되는 종업원들은 통상적으로 일반적인 인지능력 시험에서 높은 점수를 받고, 정보처리능력, 과업기억능력, 추상적 추론 그리고 집중능력에서 높은 능력이 있음을 증명하고 있다. 또한, 경험에 대한 개방성이 높은 근로자들은 계획되지 않은 퇴사와 관계가 있는 것 같아 보인다. 그러나 이런 발견은 직장에서 발견된 사례로 추론컨대 많은 연관이 있는 것 같아 보이지는 않는다.
자기 스스로 경험에 대한 개방성이 높다고 하는 개인은 충동적일지는 모르나, 그들의 급진적인 퇴사결정은 직업에 대한 다양성, 변화에 대한 욕구, 다른 흥미의 확장, 지루함과 일상에 대한 불관용 그리고 호기심에 대한 근본적인 자각에서 비롯된 것 일지도 모른다. 경험에 대한 개방성은 직업만족도를 예측하거나 설명하는 것으로는 보이지 않는다.

### 외향성(Extraversion)
외향성(Extraversion)은 보상에 대한 개인적인 감성에 원인을 둔 것으로 여겨진다. 자기주장, 사회성, 다변(말하기를 좋아하는 성향) 등의 외향성의 여러 측면들은 내면적인 혹은 외면적인 보상에 대한 개개인의 내재되어있는 접근 성향에 관련될 수 있다. 거의 모든 인간의 활동과 마찬가지로, 직업에 있어 세계의 통화(돈)는 보상과 관련된다. 보상에 대한 높은 민감성은 외향성과 같은 맥락으로 여겨지는데, 때문에 높은 외향성을 띄는 노동자가 독립적인 작업에서나 공동의 작업에서나 더욱 의욕적이며 생산성이 있을 것으로 생각된다. 이런 일련의 성향은 작업에 다른 감독자나 자원에 대한 관리, 지도력이 수반될 때 더욱 효과적이며 성실성과 함께 긍정적인 직업만족에 있어서 가장 큰 변수로 작용한다.
외향적인 사람들은 내향적인 사람들에 비해서 더 긍정적인 영향을 경험하며, 그들 자신을 더 긍정적으로 인식하고, 부정적인 사건보다 긍정적인 사건을 더 떠올리는 경향이 있다. 특히 직업에 있어서 사회적인 보상에 대한 기회가 높다고 인식될 때 외향적인 사람들의 사퇴의 의도는 조직의 어떤 절차의 공정성에 대해서는 크게 구애 받지 않는다.
성격의 5요인과 감정 노동
성격 5요인이 감정 노동과 직무 열의에 미치는 영향에 관한 연구에서 부정적인 정서와 관련하여 성격 5요인이 감정노동에 미치는 영향을 살펴본 결과, 부정적 감정인 신경질성(심리적 불안정성)은 표면행위에 정(+)의 상관관계를 보이고, 긍정적 감정인 외향성, 경험에 대한 개방성, 친화력, 성실성은 내면행위에 정(+)의 상관관계를 보이고 있다. 감정노동의 수행 전략은 개인의 타고난 기질, 즉 성격에 의하여 다르게 수행될 수 있다는 것이다. 5)

## 기분과 AET
기분은 정서(Affective)에 포함되는 개념으로 감정과는 구분된다. 감정은 사람이나 사건에 대한 지향성을 갖는 반응으로 지속기간이 짧고 돌발적인 반면 기분은 대상에 대한 지향성은 없으나 장기간 지속적으로 지배하는 속성을 지닌다. Shaver et al.(1987)은 인간의 보편적 정서인 기쁨, 애정, 슬픔, 놀람, 분노, 공포로 구분하였는데, 정서사건이론에서는 이러한 정서를 긍정 정서(Positive effect: PA)와 부정 정서(Negative effect: NA)로 구분하여 적용하였다.
Watson et al.(1988)에 따르면 정적 정서는 활동적이고 열광적이고 민활함을 느끼는 정도라고 한다. 사람이 높은 정적 정서를 가지는 경우 높은 에너지와 고도의 집중력, 즐거운 일 등의 상태를 의미하지만 낮은 정적 정서의 경우 슬픔과 무기력 등을 경험하게 된다. 반면 부적정서는 경멸, 분노감, 죄의식, 공포, 신경, 메스꺼움을 포함한 다양한 혐오스러운 정서 상태와 더불어 불쾌감과 주관적 고통을 주는 일 등 일반적인 차원을 말한다. 이때 부정 정서가 낮다는 것은 차분함과 평온함 등의 상태를 의미한다. 이러한 이해에 기초하여 Watson et al.(1988)은 소위 PANAS(Positive Affect and Negative Affect)를 개발하였고 국내에서도 다양한 연구에서 활용되었다. 결국 정서사건이론은 작업사건이 종사자들로 하여금 긍정 정서 혹은 부정 정서를 유발시키는지 알 수 있다면, 긍정 정서를 증가시키고 부정 정서경험을 감소키는 관리방안을 마련할 수 있다는 점에서 조직 관리에서 중요한 의미를 시사한다.
종업원들의 기분은 그들의 직무 성과와 직무 만족에 영향을 미친다. 쾌활한 말투는 직장에서의 사건이 어떻게 종업원의 내적인 상태 (예: 기분)에 영향을 미치는지 그리고 이 상태가 다른 사람들에게 어떻게 표현되는지에 있어서 대부분의 변화를 설명한다. 긍정적인 사건들은 3배에서 5배 더 자주 보고되지만, 부정적인 사건들은 기분에 있어서 대략 5배 정도 더 영향을 준다. 쾌조와 일에서의 영향 사이에는 역의 관계가 존재한다. 쾌조는 직무 성과와 부(-)로 관련되고 퇴사와 정(+)으로 관련된다. 종업원들은 칭찬, 잘한 일에 대한 답례품, 승진과 같이 긍정적인 사건들이 발생할 때 더 이타적인 경향이 있다. (이것은 결국 직무 성과를 향상시킨다.) 하지만, 일에서의 부정적인 사건들은 종업원들의 부정적인 기분을 야기하고 결국 업무 둔화, 퇴사, 그리고 잦은 결근과 같은 부정적인 업무 행동을 낳는다.
기분은 조직 몰입에 의해 완화되기도 하고 이것은 결국 직장에 남거나 그만두거나 하는 종업원들의 결정에 영향을 미칠 수 있다. 예를 들어, 종업원들은 만약 그들이 조직 몰입을 지속적으로 하고 있다면(즉, 생계의 사회적 또는 경제적 비용 때문에 전념한다면) 그들은 자신의 진실된 감정을 억누르고 일에서의 그들의 기분을 (일과) 분리시킨다.
정서적인 조직몰입이 높은 종업원들도 위와 같을 수 있다. 이는 조직과 매우 연계되어 있는 종업원들의 전형적인 케이스이다. (예를 들어, 같은 조직에서 일하는 가문의 내력이 있거나 조직의 가치나 목적을 깊게 신뢰하는 종업원들이 있을 수 있다.) 비슷하게, 규범적 조직몰입이 높은 종업원들은 계약상 의무를 지고 있기 때문에, 그들이 좋지 않은 업무 환경 상태에 있을지라도 참고 견뎌야만 한다고 생각한다. 한 연구결과는 종업원들의 기분이 직무 만족의 강한 예측 변수임을 증명한다. 신경질성과 외향성은 직업 만족에 있어 개인적 차이의 다양한 변수를 설명하는데, 이러한 기분과 직업만족에 영향을 미치는 변수를 가지고 정확하게 개개인의 신경질성의 정도를 예측한다.
사례
2014년 성균관대학교 대학원 사회복지학과에서는 건강가정지원센터에서 근무하는 종사자가 경험하는 작업사건과 정서반응의 관계가 직무만족과 서비스 질에 어떠한 영향을 미치는지를 파악하는 한 연구를 실시하였고, 이 연구는 종업원들의 기분과 정서적 반응이 직무 수행 및 성과에 어떻게 관련이 되는지에 대한 좋은 예시가 된다. 연구는 먼저 연구 모형과 9가지 가설들을 세우고 진행되었다. 가설들은 다음과 같다.
가설 1: 긍정적 사건은 긍정 정서에 정(+)의 영향을 미칠 것이다. /
가설 2: 부정적 사건은 부정 정서에 정(+)의 영향을 미칠 것이다. /
가설 3: 긍정 정서는 직무만족에 정(+)의 영향을 미칠 것이다. /
가설 4: 부정 정서는 직무만족에 부(-)의 영향을 미칠 것이다. /
가설 5: 직무만족은 서비스 질에 정(+)의 영향을 미칠 것이다. /
가설 6: 긍정적 사건은 긍정 정서를 매개로 하여 직무만족에 영향을 미칠 것이다. /
가설 7: 부정적 사건은 부정 정서를 매개로 하여 직무만족에 영향을 미칠 것이다. /
가설 8: 긍정적 사건은 긍정 정서와 직무만족을 매개로 하여 서비스 질에 영향을 미칠 것이다. /
가설 9: 부정적 사건은 부정 정서와 직무만족을 매개로 하여 서비스 질에 영향을 미칠 것이다.

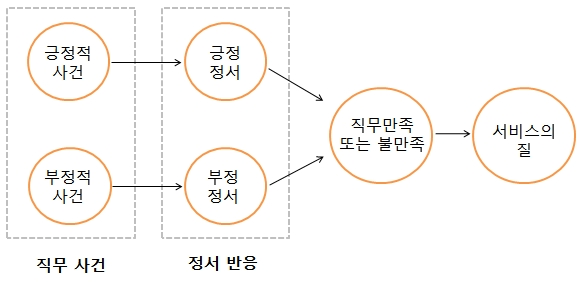

가설들이 세워진 후 독립변수는 '작업사건', 종속변수는 '서비스 질'(직무성과)로 놓고 정서반응과 직무만족을 매개변수로 하여 각각을 측정할 수 있는 도구로 측정하였다. 정서반응의 측정도구는 Watson et al.(1988)이 개발한 PANAS(Positive Affect and Negative Affect)를 Lee et al.(2003)이 타당화 연구를 통하여 검증된 도구를 사용하였다. 총 20문항, 5점 척도로 구성되었으며 긍정 정서와 부정 정서 각각 10문항씩 할당되었다. 그리고 직무만족의 측정도구는 Brayfield와 Rothe(1951)의 직무만족지표(Job Satisfaction Index: JSI)이다. 정서사건이론에서는 직무만족의 정서적 측면을 측정하기 위해 전반적 직무만족지표로 평가하도록 제안되기에 JSI를 그 측정 도구로 사용했다. 해당 연구에서는 수집된 자료를 통해 설정된 변수들 간의 이론적 인과관계와 관련성 등을 파악하기 위해 여러 기술통계 프로그램을 사용하였다.
그 결과, 긍정정서는 직무만족에 유의하게 정(+)의 영향을 주는 것으로 나타났으며 부정 정서는 직무만족에 유의하게 부(-)의 영향을 주는 것으로 나타나 가설 3과 가설4가 지지되었다. 그리고 직무만족은 서비스 질에 유의한 영향을 미치는 것으로 나타나 가설 5가 지지되었다. 즉, 건강가정지원센터에서 근무하는 종사자의 직무만족이 높을수록 서비스 질의 정도는 높아진다는 것이다. 이는 직장의 종업원들이 직무에서 만족을 느끼고 긍정적인 정서, 기분을 가지면 직무 수행에 있어서 더 나은 성과를 가져온다는 뜻으로 결국 정서사건이론을 뒷받침하는 좋은 연구 예시라고 할 수 있겠다. 6)
사람들은 일에서 발생하는 사건들을 부정적이거나 긍정적으로 인지하는 경향이 있다는 것을 나타내는 몇몇 주장들도 있다. 직무 만족에 있어서의 긍정적인 사건들의 영향은 부정적 기분을 갖는 성향이 낮은 종업원들보다 높은 종업원들 사이에서 더 약하다. 직무 만족에 대해서 낙관적이거나 비관적인 이 성향은 일에서 긍정적이거나 부정적인 사건들이 발생하기도 전에 직업을 규명해버리기도 한다. 부정적인 시각을 가지고 직장에 오는 종업원들(사람들)을 고용하는 가능성을 제외하기 위해서, 잠재 종업원들의 성격은 고용 과정 동안에 표준화된 자기 보고 성격 특성표의 사용을 통해 평가되어야만 한다.
매우 성실하고 쾌활하며 외향적인 종업원은 그들의 직무에 더 만족하는 경향이 있고, 더 나아가 조직에 더 오래 남아있는 경향이 있다. 그렇지 않은 경우에 대비하여, 조직은 행동기술척도를 기반으로 한 조직차원의 구조화된 면접 질문들을 개발할 수도 있다.(예를 들면 신경질증을 조사할 때) 이러한 표와 면담과 테스트들은 채용과정에서 문제가 없도록 하고 조직의 실익의 향상과 법적으로 문제가 없도록 하기 위한 방어체계를 갖춰야 하므로 신뢰성있고, 유효해야만 한다.

## 직무관련 사건으로부터 경험한 부정적인 정서 완화
직장에서 경험한 부정적인 경험의 강렬함은 종종 직장에서의 철수, 계획적 결근, 파괴적인 특징 그리고 조기퇴사의 결과를 초래한다. 조직은 계속적으로 인센티브, 보상, 이익 그리고 승진을 통해 직원들의 선출과 교육훈련 그리고 직원들의 유지를 추구해야 한다. 이러한 메커니즘은 직원들에 의해 입증이 되는 조직적 몰입에 영향을 준다. 조직적 몰입은 종업원들이 자신을 회사의 주인처럼 인식함을 나타낸다. 조직몰입이 크면 클수록, 그들이 조직을 후원하고 최고의 결과를 이끄는 정도가 더 크다. 조직 몰입의 세 가지 구성요소 중의 하나인 감정적 조직몰입은 직장에서 경험하는 긍정적인 일들과 관련이 깊다. 이런 조직몰입 유형은 개인의 성격 요인과 특성에 비해 효과에 더 큰 영향을 미친다. 이러한 사실은 조직적인 심리적 발견을 입증하는데, 그 사실은 고용자들의 조직에 대한 신원확인이 그들의 정서적인 몰입 정도에 근거함을 나타낸다. 사실, 긍정적인 감정과 직업 만족의 연관성보다 긍정적인 감정과 정서적 몰입도의 관계가 더 관련이 크다. 그러나 조직을 위해 계속 일을 하겠다는 결정이 부정적인 영향들에 의존되는 것만은 아닌 것으로 보인다. 부채와 연금의 영향, 조직 외적인 미래 직업 전망과 같은 다른 요소들도 의사결정시에 참고 되어야 한다. 업무 중에 경험한 부정적 정서영향은 작업 결과에의 변화와 관련이 있다. 그 예로는 직업만족 뿐만 아니라 직장에서의 철수, 계획적 결근이 있다. 하지만 이러한 것들이 직장인들이 조직을 떠날 지 말지를 결정하는 요소는 아닌 것으로 보여 진다.
고용조정을 경험한 조직에서 사원들이 느끼는 고용불안과 신뢰 그리고 직무성과의 관계에 관한 선행연구 사례에서 회사가 고용조정을 추진할 경우，일부 잔존직원들은 회사가 추진하는 다운사이징에 대해 긍정적이고 적극적인 반응을 내보일 수 있다. 무엇보다 인원감축에서 살아남은 잔존직원들은 상당한 감원 조치에도 불구하고 자신이 계속 직장에 남아있을 수 있게 된 것과 관련하여 스스로의 능력에 대해 자긍심을 가질 수 있고, 또한 소속 회사에 대해서도 내심 감사하게 생각할 수 있으며, 그 결과 그들은 이전보다 더 열심히 일할 것으로 예측할 수 있다(Nelson. 1997). 실제로 일부 연구들은 다운사이징 발표 이후 자신의 노력과 헌신 수준을 더 많이 증가시키는 것으로 나타났고(Brockner et al.. 1988), 또 이전보다 더 많은 긍정적인 조직시민행동을 발휘했으며(Bies et al. 1993). 심지어 일부 사원들은 이러한 다운사이징을 자신의 개인적인 성장을 위한 기회로까지 인식하고 있다는 연구결과가 제기된 바 있다(Emshoff. 1994). 하지만 그 반대로 고용조정은 회사에 만연한 잔존직원들에 대하여 여러 가지 부정적인 영향을 미칠 수 있다. 가장 먼저 생각해볼 수 있는 반응으로는 잔존직원들이 느끼는 고용불안(job insecurity)의 증대이다. 고용불안은 위협적인 상황으로 인해 자신의 직무가 상실될 수 있는 데도 불구하고, 그 위협을 억제하기 못하기 때문에 느끼는 무력감으로 흔히 정의될 수 있다(Ashford et al.. 1989). 즉, 고용과정에서 개인이 느끼는 고용불안은 직무상실 위협의 심각성이 클수록, 그리고 그 위협을 억제하지 못함으로 인한 개인의 무력감이 클수록 더욱 크게 느끼게 된다. 7)

## 직장에서 경험한 감정들로 인한 심리상, 건강상 우려
한 연구는 직장에서 경험한 부정적인 감정들로부터 신체적, 정신적 그리고 정서적인 건강악화 문제가 발생할 수 있음을 시사한다. 이것은 심신상의 불만사항들로 나타나는 매일의 귀찮은 상황들과 상호작용함에 있어 완벽주의자적 기질을 가지는 것에서부터 비롯된다. 모든 것에 완벽해질 필요가 있다고 빈번하게 생각하는 근로자들은 더 많은 심리적 불만을 나타내는 경향이 있다. 심리적 불만은 또한 동료들을 대하거나, 환자, 학생, 고객 또는 손님들을 대할 때 그들의 진실된 감정을 억눌러야 하는 필요성에서 야기되는 정서적인 불일치에 대한 반응에서 발생되기도 한다.
정서적인 노동 또는 감정노동은 조직에 필요한 효과를 달성하는 것들을 요구 받는다. 그 결과, 근로자들은 조직의 행위 코드에 부합하기 위해서 직장에서 긍정적인 또는 부정적인 감정들을 ‘느끼는’ 것과 반대로 ‘행동’할 수 있다. 그러나 이러한 조직적 규범의 고수는 개개인의 근로자들의 내적인 상태를 착각하게 만들 수도 있다. 진실성과 정서적인 조화는 불일치와 근로자들의 부정적인 건강악화 문제로 대체될 수도 있다. 정서적인 불일치의 결과는 스트레스 증상의 증가와 전반적인 건강의 악화로 나타날 수 있다. 직업만족도는 그 직업에 대해 부정적 감정을 억누를 필요가 있을 때 부(+)의 상관관계를 나타낸다.

## 직장에서 겪는 감정들
감정은 직장동료가 성과가 나쁜 동료를 어떻게 대할지에 관하여 중요한 역할을 담당한다. 감정은 직장에서 실적이 저조한 팀 구성원들에 대한 행동학적인 의도들을 예상할 때에 있어 기대심과 속성에 관하여 중요한 영향력을 가진다. 결국, 이것은 감정전염을 통해 실적이 저조한 팀에 관한 다른 구성원들의 감정 상태에도 널리 영향을 줄 수 있다.
정서상태의 결과는 근로자가 일을 할 때 향상목표를 추구하는지 또는 안전적인 것에 초점을 맞추는 지에 따라 달라진다. 향상목표를 가진 근로자들은 이익을 축적하고 자신의 능력을 입증하기 위해서 더 어려운 일을 추구하는 경향이 있으나, 안전추구가 목적인 근로자들은 그들의 신용이 낮아지는 것을 막기 위하여 경계하는 식의 감정을 보이는 경향이 있다. 어느 직업에 대해 좋은 감정을 가지는 것은 계속적 헌신을 요구하는 일의 기능을 좋아하지 않는 것처럼 전반적으로 직업만족에 강한 관련은 없다.

## 피드백과 동기부여
성과관련 피드백은 종업원에게 큰 영향을 끼친다. 규칙적인 성과관련 재검토는 대부분의 중소기업에서 대기업에 이르기까지 잘 행해지고 있다. 관리자와 매니저에 의해 제공되는 성과관련 피드백의 유형들에 따라 그 후에 발생하는 종업원의 수행과 직업만족도에 영향을 줄 수 있다. 종업원들은 피드백 기간에 리더가 부정적 효과에 대한 잘못된 피드백을 내릴 시에 리더의 수행능력을 낮다고 평가하는 경향이 있다. 마찬가지로, 팀 구성원들도 리더에 의해 부정적인 효과에 대한 잘못된 피드백이 나올 때 그들의 공동의 과업에 대한 평가를 낮게 하는 경향이 있다.

## 같이 보기
- 성격심리학

## 참고 문헌
1. 이호건, 전병준, 『직장 내 여가경험이 직무태도와 조직시민행동에 미치는 영향: 긍정정서의 매개효과 검증』, 『한국산학기술학회논문지지』, 제12권 제3호(통권69호), 한국산학기술학회, 2011년, pp1188–1196
2. 한주희, 『팀원의 참여와 직무만족 간의 관계에서 팀 업무유연성과 집단 잠재력의 영향』, 『조직과 인사관리연구』, 제36집 제1권, 한국인사관리학회, 2012년, pp101–130
3. 이영호, 이정언, 『교대근무제의 변화를 통한 기업역량 강화』, 『한국콘텐츠학회논문지』, 제14권 제3호, 한국콘텐츠학회, 2013년, pp385–392
4. 김영훈, 『외식기업 서비스종사원의 성격요인이 조직시민행동과 고객지향성에 미치는 영향』, 『한국조리학회지』, 제18집 제4권, 2012년, pp84–99
5. 최미선, 『성격 5요인이 감정 노동과 직무 열의에 미치는 영향에 관한 연구: 특급 호텔 종사자를 중심으로』, 경희대학교 경영대학원, 석사학위논문, 2014년, pp. 53
6. 신용석, 강태인, 윤성은, 『건강가정지원센터 종사자가 경험하는 작업사건이 서비스 질에 미치는 영향』, 『한국생활과학회지』, 2014
7. 박상언, 이영면 『고용조정을 경험한 조직에서 사원들이 느끼는 고용불안과 신뢰 그리고 직무성과의 관계에 관한 연구』, 『경영학연구』, 33(2), pp. 503–529